# Jenner Institute

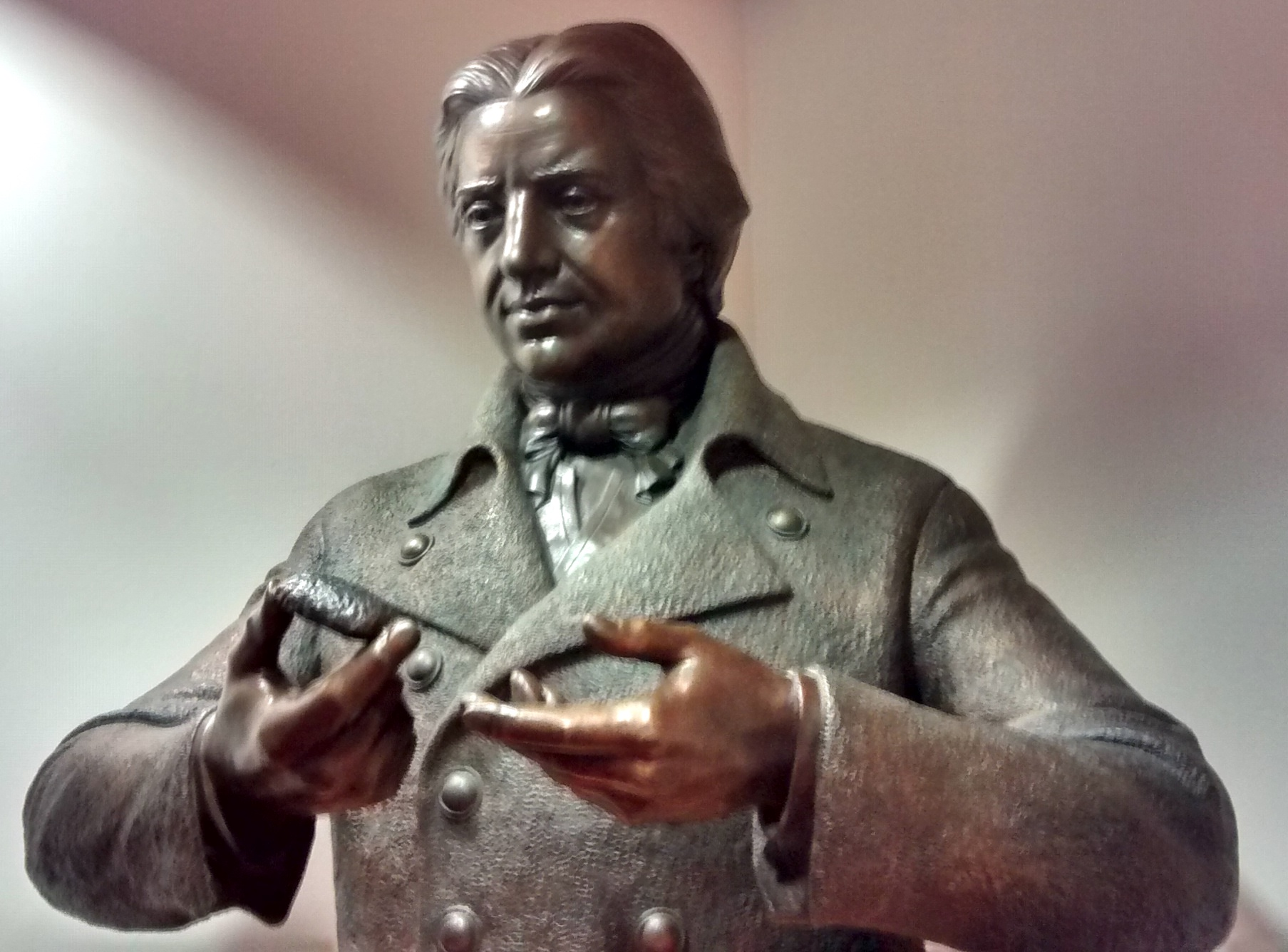
Staty av Edward Jenner vid ingången till Jenner Institute.

Jenner Institute är ett brittiskt forskningsinstitut, som ingår i Nuffield Department of Medicine vid Oxfords universitet. Institutet har sitt namn efter den brittiska immunologen Edward Jenner, som var en pionjär inom vaccination och bidrog till att utveckla smittkoppsvaccinet.
Jenner Institute grundades 2005 i partnerskap mellan Oxfords universitet och Institute for Animal Health.
Jenner Institute leds av Adrian Hill. Institutet utvecklar vacciner och genomför kliniska tester för sjukdomar som malaria, tuberkulos, ebola och covid-19.

## Vaccin mot covid-19
Sedan januari 2020 har institutet under Sarah Gilbert arbetat med utveckling av ett covid-19-vaccin, numera benämnd  Vaxzevria, i ett projekt som finansierats av den brittiska regeringen. Projektet har genomförts i samarbete med Advent Srl (del av IRBM-gruppen) i utvecklingsarbetet och Merck Group beträffande teknologi för vaccintillverkning.
Redan före påbörjade fas 3-studier
genomfördes, förbereddes produktion genom ett avtal mellan Oxfords universitet och Astra Zeneca i april. Astra Zeneca har också i sin tur ingått produktionsavtal med Serum Institute of India beträffande en miljard doser på årsbasis.

## Historik
Tidigare var Edward Jenner Institute for Vaccine Research ett oberoende forskningsinstitut, som från 1996 var samlokaliserat med Compton Laboratory inom Institute for Animal Health i samhället Compton i Berkshire. Det flyttade till en nyuppförd laboratoriebyggnad 1998. Dåvarande finansiering av institutet fortsatte till oktober 2005, då den ersattes av en gemensam finansiering av Oxfords universitet och Institute for Animal Health.